# Złote jabłka Afrodyty
Złote jabłka Afrodyty. Greckie legendy o miłości – zbiór opowiadań Stanisława Stabryły wydany w 2007 nakładem wydawnictwa Czytelnik, którego bohaterami są wielcy kochankowie znani z mitologii greckiej. Wszystkie opowiadania zostały opracowane na podstawie oryginalnych źródeł i przekazów.
Pierwsze wydanie książki liczyło 317 stron (ISBN 978-83-07-03121-7).
Zbiór zawiera 25 opowiadań :
- Niewidzialny kochanek (Eros i Psyche)
- Za murami Babilonu (Pyramos i Tysbe)
- Dziewczyna z kości słoniowej (Pygmalion i Galatea)
- Ojciec i córka (Kinyras i Prokris)
- Występna Danaida (Lynkeus i Hypermestra)
- Opowieść ateńska (Kefalos i Myrra)
- Tajemnicza choroba (Akontios i Kydippe)
- Kochankowie znad Hellespontu (Leander i Hero)
- Niezwykła przemiana (Ifis)
- Zdobycie Megary (Skylla)
- Zakazana miłość (Kaunus i Byblida)
- Porzucona królewna (Tezeusz i Ariadna)
- Macocha i pasierb (Hippolytos i Fedra)
- Złote jabłka Afrodyty (Hippomenes i Atalanta)
- Topielec (Keiks i Alkyone)
- Legenda o dobrej żonie (Alkestis)
- Śmierć na górze Ojta (Herakles i Dejanira)
- Kolchidyjka (Jazon i Medea)
- Syn Kalliope (Orfeusz i Eurydyka)
- Śmiertelny wyścig (Pelops i Hippodameja)
- Ulubieniec Afrodyty (Parys i Helena)
- Powrót z Hadesu (Protesilaos i Laodamia)
- Miłość i gniew (Achilles i Bryzeida)
- Oczekiwanie (Odyseusz i Penelopa)
- Pojedynek w Delach (Orestes i Hermiona)